# Lawless Empire
Lawless Empire è un film del 1945 diretto da Vernon Keays.
È un western statunitense con Charles Starrett, Tex Harding, Dub Taylor e Mildred Law.
Fa parte della serie di film western della Columbia incentrati sul personaggio di Durango Kid.

## Produzione
Il film, diretto da Vernon Keays su una sceneggiatura di Bennett Cohen e un soggetto di Elizabeth Beecher, fu prodotto da Colbert Clark per la Columbia Pictures e girato a Santa Clarita, nell'Iverson Ranch a Chatsworth, e nel Walker Ranch a Newhall, California, dal 5 al 16 ottobre 1944. Il titolo di lavorazione fu The Taming of Helldorado.

## Colonna sonora
- Stay All Night, Stay a Little Longer - scritta da Tommy Duncan e Bob Wills, eseguita da Bob Wills and The Texas Playboys, cantata da Tommy Duncan
- Home in San Antone - scritta da F. Jenkins, eseguita da Bob Wills and The Texas Playboys, cantata da Tommy Duncan
- Farther Along - eseguita da Tex Harding, Mildred Law, Tommy Duncan, e Bob Wills and The Texas Playboys
- Young and Foolish - di Arnold Horwitt, eseguita da Bob Wills and The Texas Playboys, cantata da Tommy Duncan

## Distribuzione
Il film fu distribuito negli Stati Uniti dal 15 novembre 1945 al cinema dalla Columbia Pictures.
Altre distribuzioni:
- in Brasile (Terra sem Lei)
- nel Regno Unito (Power of Possession)
- in Grecia (I ekdikisis ton kolasmenon)

## Promozione
Le tagline sono:
- THE DURANGO KID IS BACK!
- RIDE THE THRILL-TRAIL WITH THE DURANGO KID!